# Местный совет
Местный совет (ивр. מועצה מקומית‎, моаца мекомит) — административная единица в Израиле, схожая с городом по устройству и укладу жизни, и которая пока не достигла минимального числа жителей и других требований для получения статуса города.
По данным на 2025 год, в стране функционирует 124 местных совета, среди которых 69 арабских. Эти органы власти находятся под контролем Министерства внутренних дел, которое определяет их статус в зависимости от численности населения и административных возможностей.

## Ключевые характеристики

### Статус и формирование
Местные советы формируются в населенных пунктах, где количество жителей превышает 2000, но при этом не достигает статуса города. Министр внутренних дел имеет право одобрять или отклонять просьбы о повышении статуса муниципалитета. Это было продемонстрировано на примере Рамат-ха-Шарона, который до 2002 года оставался местным советом, хотя и соответствовал критериям города.

### Административные функции
Местные советы отвечают за основные услуги, такие как водоснабжение, санитария, содержание дорог и местных парков. Они также предоставляют общенациональные услуги, такие как образование и здравоохранение, хотя эти услуги часто контролируются министерствами центрального правительства. В отличие от городов, местные советы не могут самостоятельно издавать подзаконные акты без одобрения правительства и Министерства внутренних дел.

## Избирательная система
Члены Совета избираются каждые пять лет по принципу пропорционального представительства. С 1978 года мэры и председатели избираются непосредственно гражданами. Количество советников зависит от численности населения, при этом в более крупных советах их больше.
Первоначально выборы в 253 местных органах власти были запланированы на 31 октября 2023 года. Однако после начала войны в Газе они были перенесены на 30 января 2024 года. Тем не менее, существует возможность дальнейшего переноса — до 27 февраля 2024 года — если правительство до 31 декабря 2023 года издаст соответствующий указ. Этот указ должен быть одобрен Комитетом по внутренним делам и окружающей среде Кнессета большинством в 75% его членов, а затем принят Кнессетом (Закон о переносе всеобщих выборов в местные органы власти 2023 года).

## Финансы
Местные советы в значительной степени зависят от грантов правительства, поскольку их собственные источники доходов, такие как налоги на недвижимость, ограничены. В 2021 году местные органы власти внесли около 50% средств в свои бюджеты, а остальные были получены из национальных фондов.

## Представительство местных советов
Союз местных властей Израиля (ULAI) — это ведущая организация, объединяющая местные советы и представляющая их интересы на национальном уровне. ULAI ведёт свою историю с времён Британского мандата и координирует важные инициативы, такие как Project Renewal, который финансирует проекты по восстановлению городов.

## Известные примеры
- Рамхат-ха-Шарон: до 2002 года этот город имел статус местного совета, поскольку его жители предпочитали атмосферу небольшого городка;
- Эфрат: это религиозно-сионистское поселение, в котором администрация общается на двух языках — иврите и английском. Здесь находят убежище люди разных убеждений и культур[4].